# Tokiko Katō
Tokiko Katō (加藤 登紀子?, Katō Tokiko; Harbin, 27 dicembre 1943) è una cantante, compositrice, attrice e attivista giapponese.

## Biografia
Tokiko Katō è nata a Harbin, Manciukuò, nel nord-est della Cina da genitori giapponesi. La sua carriera musicale cominciò nel 1965, quando era una studentessa all'Università di Tokyo, e vinse il primo premio a un concorso per cantati esordienti. L'anno seguente, nel 1966, vinse come miglior talento esordiente ai Japan Record Awards (日本レコード大賞?, Nihon rekōdo taishō) con la canzone Red Balloon (赤い風船). Nel 1969 ottenne nuovamente un riconoscimento ai Japan Record Awards, come miglior cantante, con la canzone Lullaby For a Lonely Night (ひとり寝の子守唄), premio che le fu conferito nuovamente nel 1971 per il brano Shiretoko Sentimental Trip (知床旅情).
Tra gli anni '70 e i primi anni '90 ha scritto numerose canzoni che hanno riscosso grande successo in Giappone, tra le quali Love Life (愛のくらし) (1971), The Gray Eyes (灰色の瞳) (1974), If I Could Fly (この空を飛べたら) (1978), No Regrets for My Life (わが人生に悔いなし) (1987) e The River Flows (川は流れる) (1993).
Nel 1992 lavorò con lo Studio Ghibli dando la voce al personaggio Madame Gina (マダム・ジーナ?) nel lungometraggio animato Porco Rosso (紅の豚?, Kurenai no buta). Tokiko Katō partecipò anche alla realizzazione della colonna sonora del film, cantando il brano Le Temps des cerises e componendo il tema finale Once in a while, think of the old days (時には昔の話を?, Tokini wa mukashi no hanashi o).

### Vita personale
Il 6 maggio del 1972 Tokiko Katō sposò Toshio Fujimoto (藤本 敏夫?, Fujimoto Toshio), un attivista politico di sinistra che all'epoca si trovava in carcere a causa della sua partecipazione alle proteste dei movimenti studenteschi. La coppia ha avuto in seguito due figlie, Miako e Yae Fujimoto, quest'ultima nota in Giappone come cantante e, a livello internazionale, soprattutto per la sua interpretazione dei brani principali della colonna sonora del videogioco Final Fantasy Crystal Chronicles.

### Attivismo
Tokiko Katō, oltre la sua attività musicale, è impegnata come attivista nel campo dell'ecologia. Nel 1998 è diventata ambasciatrice per il WWF giapponese e, nel 2000, è stata nominata ambasciatrice presso il Programma delle Nazioni Unite per l'ambiente (UNEP) dal Ministero dell'ambiente giapponese. Dal 2011 partecipa alla direzione delle attività didattiche nella società agricola Kamogawa shizen ōkoku (鴨川自然王国?), fondata dal marito Toshio Fujimoto.

## Discografia parziale

### Album
- 私の中のひとり (1970), Polydor Records
- この世に生まれてきたら (1974), Polydor Records
- いく時代かがありまして (1975), Polydor Records
- 回帰船 (1976), Polydor Records
- さびた車輪 (1977) Kitty Records
- A Siren Dream (1983), Polydor Records
- 日本哀歌集 (1983), Polydor Records
- La Femme qui vient de Cypango (1991), Universal
- Hana (1995), Universal

### Live e collaborazioni
- Live - Tokiko Kato con Kiyoshi Hasegawa (1978), Polydor Records
- Miłości Wszystko Wybaczy - Tokiko Kato con Riuichi Sakamoto (1982), Polydor Records
- Chansons des Mers Froides - Hector Zazou (1994), Columbia Records

## Filmografia parziale

### Film
- Izakaya Chōji (居酒屋兆治?) (1983) - Shigeko
- Hachikō Monogatari (ハチ公物語? "La storia di Hachikō") (1987) - Tamiko
- Hana no Kisetsu (悲しき天使?) (1990)
- Porco Rosso (紅の豚?, Kurenai no buta) (1992) - Madame Gina
- OPEN HOUSE (1998) - Tokiko
- Ori Ume (折り梅?) (2002)
- Mokuyo Kumikyoku (木曜組曲?) (2002) - Eiko

### Televisione
- Walkers: maigo no otona-tachi (ウォーカーズ〜迷子の大人たち?) (2006) - Michiyo Yamashita
- Tōfu Pro-Wrestling (豆腐プロレス?, Tōfu puroresu) (2017)